# F.C. Bruun
Frederik Christian Bruun (11. maj 1827 i København – 26. januar 1887 sammesteds) var en dansk embedsmand og diplomat.
F.C. Bruun var søn af urtekræmmer, kgl. agent Frederik Christian Bruun og Andrea Møller, blev student fra Borgerdydskolen på Christianshavn 1844 og cand.jur. 1850. 1853 blev Bruun volontør i Udenrigsministeriet, 1854 kst. kancellist, 1855 kancellist, 1857 legationssekretær, 1861 tillige sekretær ved det overordentlige gesandtskab til kong Victor Emanuel af Kongeriget Italien, 1866 fuldmægtig i Udenrigsministeriet, 1869 Ridder af Dannebrog, 1870 legationsråd. Fik I 1869 malet sit portræt af portrætmaleren H.C. Jensen, som senere malede portrættet i riddersalen på Frederiksborg Slot af Kong Christian d. 9. Han tog afsked fra statstjenesten 1883 og blev samtidig Dannebrogsmand. Han bar også en række andre ordener.
Han udgav værket Til Erindring om det kgl. danske Udenrigsministeriums hundredaarige Bestaaen som selvstændigt Regjeringsdepartement 1770-1870 (1870) i anledning af ministeriets 100 års-jubilæum.
Bruun huskes især som bygherre for landstedet Hvidøre ved Klampenborg. Han ejede også Vilhelmsdal på Strandvejen.
Han ægtede 1862 Wilhelmine Charlotte Marie Drieshaus (15. juni 1837 i Altona – 17. januar 1922 i København), datter af bankier Drieshaus. Deres datter Andrea Maria Asta Bruun blev en kendt figur under navnet Musse Scheel.